# Cuando todo esté en orden
Cuando todo esté en orden és una pel·lícula espanyola dramàtica del 2002 dirigida per César Martínez Herrada amb guió de Carlos Pérez Merinero i Ion Arretxe, que tracta d'un conflicte familiar. Fou rodada a Sevilla i en la producció hi va participar Canal Sur Televisión.

## Sinopsi
Ignacio i Pablo són pare i fill i cap d'ells viu a la casa familiar en la havien estat els únics ocupants. Ignacio té cinquanta-cinc anys i va emigrar a una altra ciutat per buscar feina, però l'han jubilat anticipadament i es veu obligat a tornar a la casa familiar del poble. Pablo està prop del a trentena i va marxar de la casa per ingressar a un centre de desintoxicació, però ara l'han donat d'alta i pot seguir el tractament a l'ambulatori prop del seu poble. Ambdós tornen a la casa el mateix dia i no tenen un altre lloc on anar-hi, però el retrobament no serà de grat a cap dels dos.

## Repartiment
- Santiago Ramos - Ignacio
- Daniel Guzmán - Pablo
- Miguel Rellán - Gerardo
- Cristina Plazas - Maribel
- Antonio Dechent - Director del cor
- Julián Villagrán - Santi

## Premis
- Festival de Màlaga (2002): Menció especial per Daniel Guzmán.[3][4]
- XII Premis Turia (2003) Premi nous realitzadors.[5]